# Gótika
A gótika az érett középkor művészetének egy irányzata, amely mintegy két évszázadot ölelt fel. Észak-Franciaországban a román művészetből fejlődött ki a 12. században, majd egész Nyugat-Európában, valamint Észak-, Dél- és Közép-Európa nagy részén is elterjedt. A stílus 19. századi újjáéledését neogótikának nevezik.

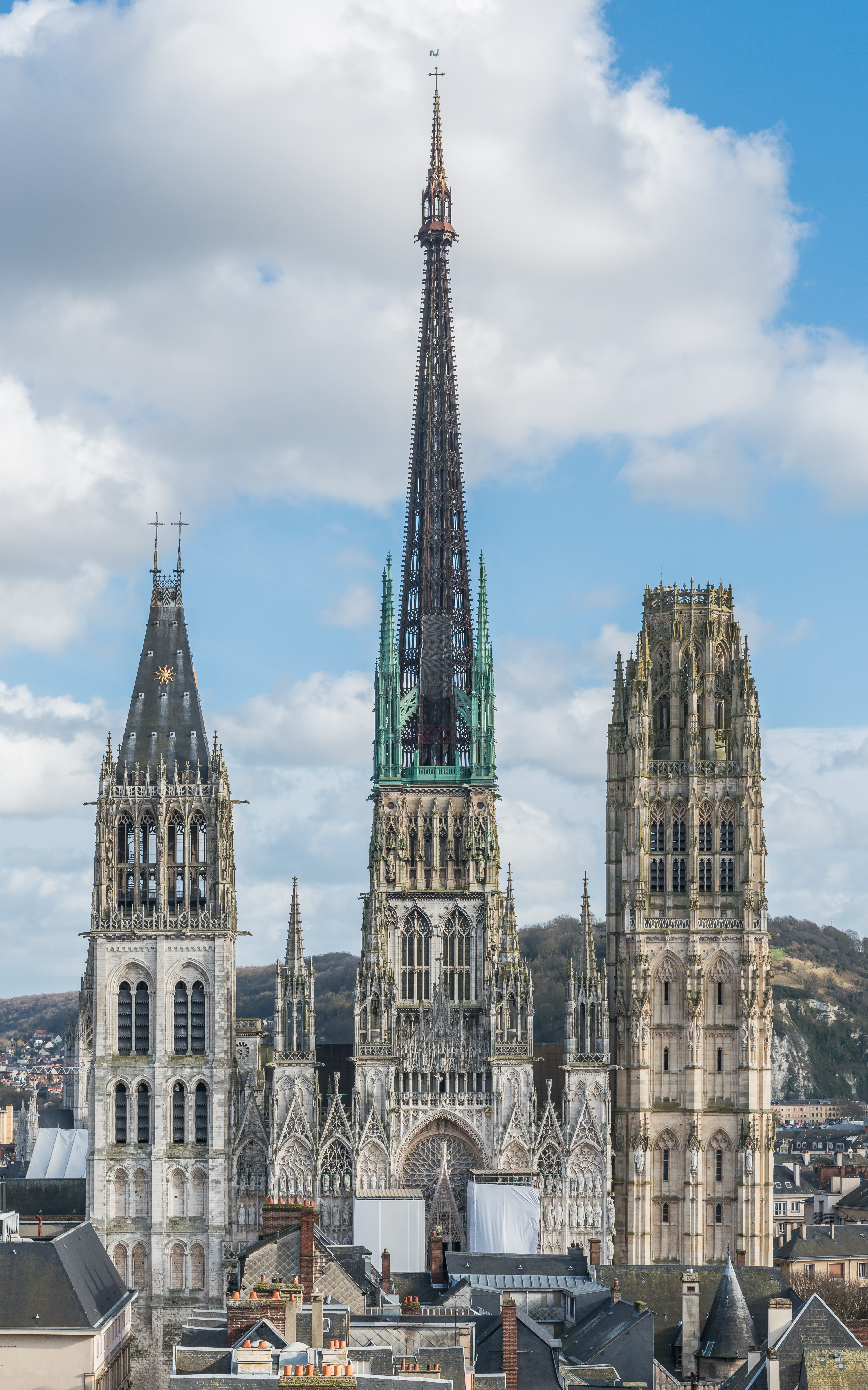
Rouen katedrálisa, Franciaország

## Etimológia
A szó a latin gothicus (= a gótokkal kapcsolatos) kifejezésből származik.
Az elnevezést először pejoratív értelemben használták a reneszánsz korban, a sötétnek vélt középkor művészetét illették vele a fényesnek tartott antik művészettel szemben. A kifejezést a reneszánsz kor olasz írói alkották meg, akiknél mélyen élt a gót barbár pusztítások emléke, ahogy azok az 5. században elpusztították a Római Birodalmat és annak klasszikus kultúráját, ezért goticó-nak, barbárnak mondták. Az elnevezést egyébként Giorgio Vasari óta használja a művészettörténet (csakúgy, mint az antikvitás kifejezést). Bár a művészettörténészek már régóta rájöttek, hogy a gótikus művészetnek semmi köze a gótokhoz, a gótika kifejezés továbbra is megmaradt.

## Általános jellemzők

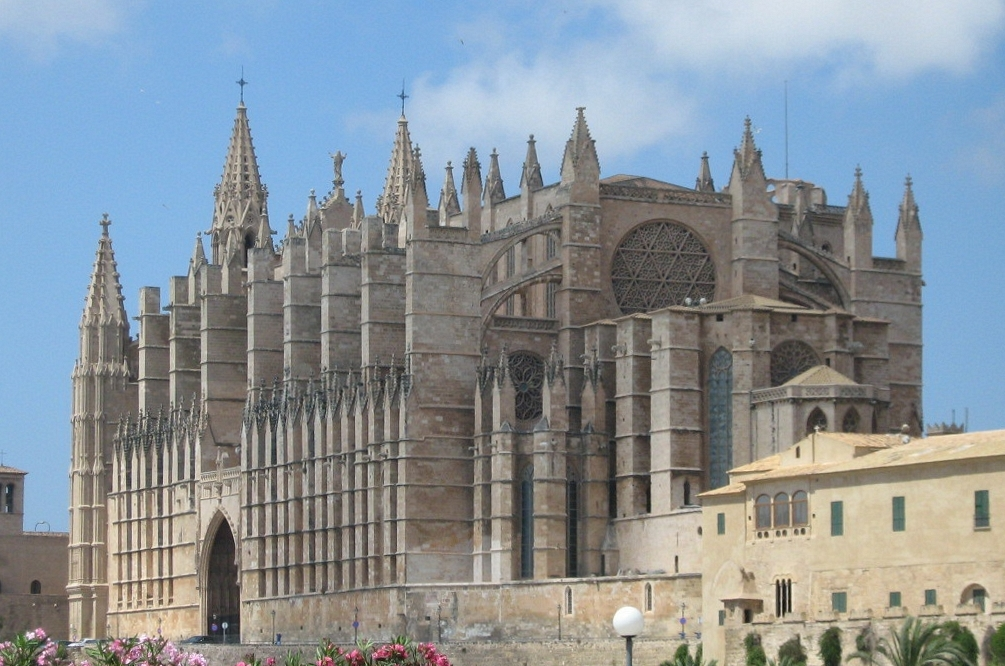
Palma de Mallorca katedrálisa

Számos vonatkozásban különbözik a középkor másik stílusirányzatától, a romanikától. Mivel egyes országokban a gótika eltérő időpontokban jelent meg, sokszor a két irányzat kortársként (nem beszélve a szintén kortárs iszlám és bizánci művészetről) volt jelen, lényegében nem egymást váltották fel, még csak nem is átmeneti stílussal győzedelmeskedett a gótika a romanika felett. A kettő összehasonlítása és értékelése valójában egymás nélkül nehezen értelmezhető, mert ugyanannak a kulturális közegnek megnyilvánulásai (lásd középkori művészet).
Csúcsíves építészetnek is nevezik; lényege a csúcsíves keresztboltozat, amely a maga s a vele kapcsolatos nagyszerű támasztórendszer geniális konstrukciója révén a függőleges tendenciának majdnem korlátlan érvényesülését teszi lehetővé, ami azután egy új és önálló, bár alapjaiban az előző korok építészetére támaszkodó formanyelv megteremtésére vezet.
A csúcsíves templom belsőjének sejtelmes hangulata mély áhítatot ébreszt, amellett a gótika nagy profán építészeti alkotásai, amelyekben különösen Belgium gazdag, a polgári öntudatot fejezik ki erőteljesen és hatásosan. A stílus egyes helyeken oly mély gyökeret vert, hogy hosszú ideig sikerrel állt ellen a reneszánsznak: így Spanyolországban, ahol még a 16. században is csúcsíves dómokat építettek.
A gótika korának művészetét elsősorban már nem a feudális nagyurak, hanem a városok és a gazdag polgárok támogatják, fejlesztik. A gótika korát az őt követő reneszánsztól az választja el, hogy míg a gótika egyházi felfogásában, szellemi műveltségében még nem szakadt el a középkortól, addig a reneszánsz a középkori életszemlélettel szemben a teljes tagadás álláspontjára helyezkedett, amivel éretté tette a helyzetet az újkor egyházi, szellemi és társadalmi reformjai számára.
A gótikát archeológiai kultúrának kell tekinteni. Egyrészt, mert emlékei részben elpusztultak, másrészt, mert a mai emlékek (főképp az épületek) a 19. században nem kerülték el a historizáló műemlékvédelem átépítéseit (például a budavári Mátyás-templom). Az archeológiai kultúrák megértéséhez pedig egyfajta szellemi rekonstrukciót kell végezni. Erre a célra jól használható kézikönyvek születtek.

## Társadalmi háttér
A gótikus művészet társadalmi hátterénél gyakran az egyre erősödő polgárságot, a céheket nevezik meg, mint a művészet fejlődésének fontos tényezőit. Ez azonban csak részben igaz, hiszen a nagyobb megrendelők továbbra is a királyok, az egyház és az udvarok voltak. Csak ezek után említhető meg a városi polgárság szerepe. A céhes szervezetek valóban fellendítették a termelést mind az ipari, mind a művészeti termékek esetén (sorozatban gyártott kisebb kegyeleti tárgyak). Céhekbe tömörültek az építőmesterek (úgynevezett építőpáholyok), az ötvösök, a szobrászok és a festők, gyakran más céhekkel együtt (festők például orvosokkal és gyógyszerészekkel). Önálló festőműhely csak népesebb városban volt. Gyakorta egyetlen város látta el egy egész vidék megrendeléseit (például Körmöcbánya Bars vármegyét). A művészek nem számítottak egyéniségnek, erősen függtek a megrendelőtől, és annak elvárásaitól.
A polgári vonatkozású művészetet gyakran világi művészetnek mondják. Ez a nézet nem tartható, mert a polgárok megrendelései kegyképek voltak. A középkori művészetben nem lehet elkülöníteni vallási és világi típusú művészeteket.

## Építészet
A gótikus építészet legelőször a XII. századi Franciaország építészetében jelent meg a királyság Île-de-France régiójában, ami lényegében a fővárost, Párizst és környékét foglalja magába. Az itt álló Saint Denis-i apátságot egy újító szellemű és karakteres személy, Suger apát vezette ebben az időben. Az ő nevéhez köthető az új építészeti stílus alapvető stílusjegyeinek a kidolgozása és gyakorlati megvalósítása. Ugyanis a román kori Saint Denis-i apátság szentélyét és szentélykörüljáróját ő építtette át ebben az új stílusban, amelynek gyorsan híre ment nemcsak Franciaországban, hanem az egész keresztény Európában.
A gótika építészete az építéstechnológia fejlődésének talaján jön létre, a tartószerkezetek statikus jellegét az erőviszonyok megismerése és szabad szerkesztési alkalmazása jellemzi. A gótikában a félkörívet fölváltja a csúcsív, így a súlyos falszerkezetek könnyebbé válnak. A csúcsív ugyanis a boltozat terheit meredekebben vezeti le, kisebb az oldalnyomása. Ennek köszönhetően karcsúbbak lehetnek a terhet hordó oszlopok, pillérek. Így sok terhet hordó fal szükségtelenné válik, ezért oda nagyobb ablakokat lehet beépíteni, tehát az épület is világosabb lesz. Kívülről gyakran támpillérek támasztják a falakat, amin néha fiatornyok is ülnek. Az ablakokban megjelenik a faragott kőcsipke, más néven mérmű (ami a német Maßwerk tükörfordítása). A boltozatokat is változatosan szerkesztik, díszítik.
A gótikus stílus hamar meghonosodott a világi művészetben. A várak, melyek eredetileg a hadviseléshez alkalmazkodtak, egyre díszesebbek, lakályosabbak lettek, főleg a bejáratok kaputornyaiban, a lovagtermekben, a kápolnákban. Sok helyen a dómok mesterei maguk faragták a paloták köveit. A városok egyre zsúfoltabbak voltak, ezért sok helyen külső falöveket építettek. A lakóházak a polgárok gazdagodásával egyre igényesebbek, díszesebbek lettek. Gyakoriak voltak a nemesek részére épített lakótornyok. Kialakulnak a középületek különböző fajtái, melyek kiképzése, díszítése a polgárság növekvő hatalmát, gazdagságát hirdette. Ekkor épültek az első egyetemek, kollégiumok is.

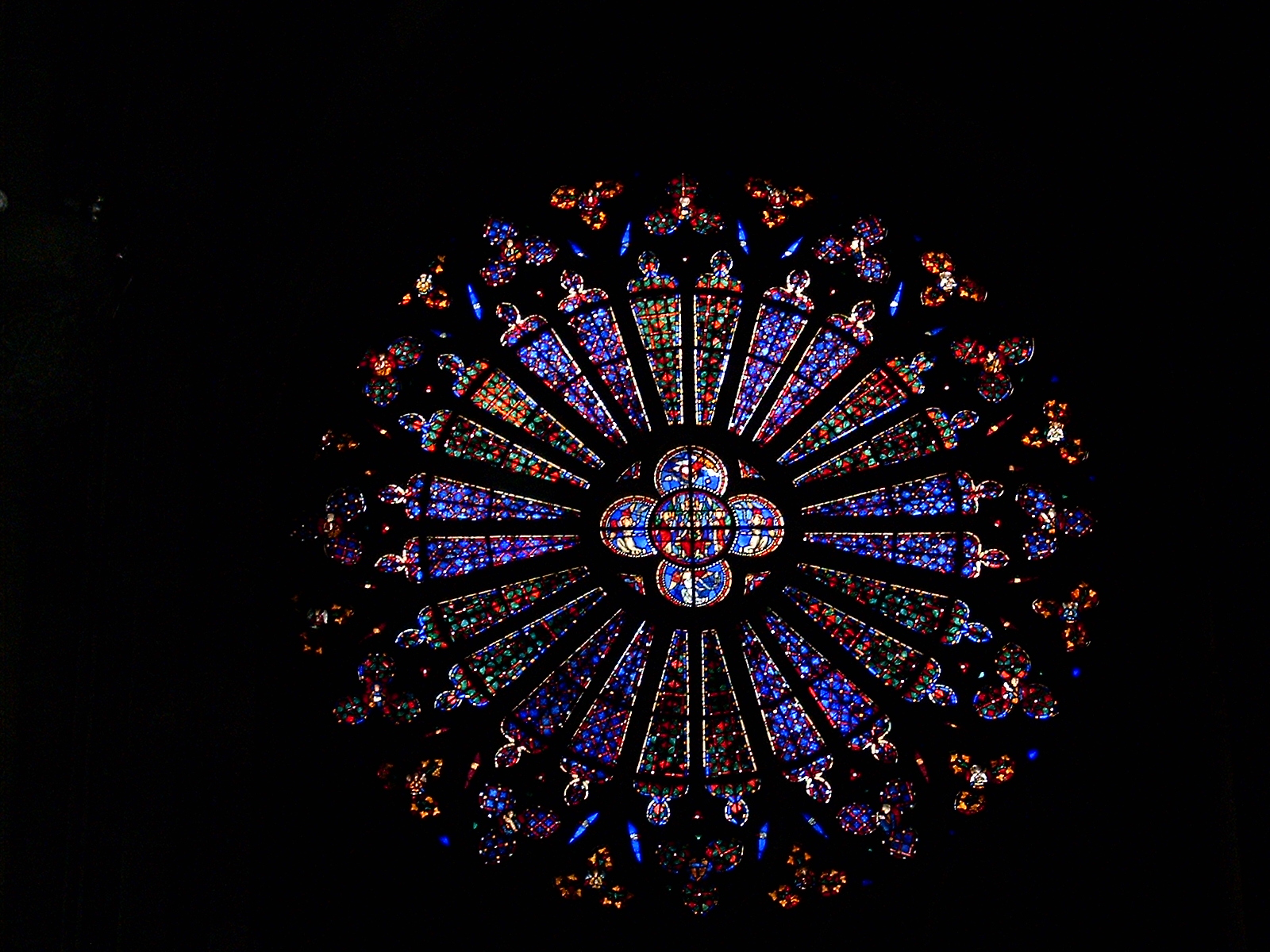
A carcassonne-i St. Nazaire székesegyház egyik rózsaablaka

Európa különböző országaiban a gótika különbözőképpen fejlődött. Franciaországban a stílus jellegzetességei először a Párizs melletti Saint-Denis-i apátság karoling kori templomának átépítésénél figyelhetők meg. A gyors egymásutánban következő székesegyház-építkezéseken forrtak ki a francia katedrális-gótika jellegzetességei, melyek szomszéd országokban is elterjedtek.
Angliában a gótika a 12. század második felében jelent meg, és a 16. század közepéig tartott. Hosszú korszaka átmeneti, korai (1180–1250), érett vagy dekoratív (1250–1360) és késői vagy függőleges (1360–1550) stílus-szakaszokra oszlik. Ez utóbbinak 1480 utáni változata a Tudor-stílus. A 13. század folyamán alakultak ki az alaprajzi elrendezés és a felépítés jellegzetes angol vonásai. A magasba törő francia felépítés helyett itt terek és tömegek jellegét a vízszintes terjeszkedés adja.
Spanyolország nagy gótikus templomai francia mesterek révén a franciaországi székesegyházak alaprajzát és felépítését követik. A mór építészet hatása – különösen később – a mindent elborító gazdag díszítésben mutatkozik.
Itáliában a helyi adottságoktól és hagyományoktól, így főként az antik római építészettől idegen gótika nehezen honosodott meg. A templomok alaprajza, felépítése és szerkezeti megoldása egyszerűbb a franciákénál. A belső terek hagyományosan tágasak, a térarányok alacsonyabbak, a fő- és az oldalhajók magasságkülönbsége kisebb, az egyes térrészek kevéssé különülnek el. Az erőteljes függőleges tagolást kerülik. Az elnyújtott tömegek és a nagy falfelületek inkább vízszintesen tagoltak.
Németországban a már kiforrott francia gótikát vették át, részben a burgundiai és ciszterci példaképeket, részben a nagy francia székesegyházak alaprajzát és felépítését követve. A 13. század végére kialakultak a stílus sajátos helyi vonásai is. Így a körüljárós, kápolnakoszorús szentélyek mellett a fő-, gyakran az oldalhajók végéhez is egyszerű, sokszögzáródású szentélyeket építettek. A köz- és a lakóépületek az észak-német városokban jobbára téglából, gazdagon tagolt, oromzatos homlokzattal, a birodalom más vidékein jelentős részben favázzal (Fachwerk) épültek.

## A gótika zenéje
A gótika zenéje az európai kultúra kiemelkedő alkotásai közé tartozik, a francia zene első nagy korszaka, és a többszólamúság megjelenésének időszaka. A gótika zenéje misztikus hangzású, befogadása jelentős szellemi munkát igényel, sok hasonlóságot mutat a mai kortárs zenével.
A kora gótika nagy mestere Leoninus, a Notre-Dame-korszak képviselője. Gregorián dallamokat dolgozott fel két szólamban. Az érett gótika képviselője Perotinus a Notre Dame-i iskola, és az Ars Antiqua legnagyobb mestere. Leoninus kezdeményezését folytatva gregorián dallamokat felhasználva 3-4 szólamú kompozíciókat alkotott. A korszak kiemelkedő alakja Philippe de Vitry, több zeneelméleti írás szerzője, a hangjegyírás megújítója, az Ars Nova hirdetője. A gótika legnagyobb zeneszerzője Guillaume de Machaut, aki költőként is jelentős műveket alkotott. Zeneműveibe bonyolult matematikai kompozíciós megoldásokat épített be. Fő műve a Notre Dame-i Mise.
A gótika világi zenéjét a nemesi származású trubadúrok írták és adták elő. E műfaj legnagyobb alakja Adam de la Halle. A kor független értelmiségei a vágánsok, dalaikban társadalomkritikát is megfogalmaztak (Carmina Burana).

## További művészeti ágak

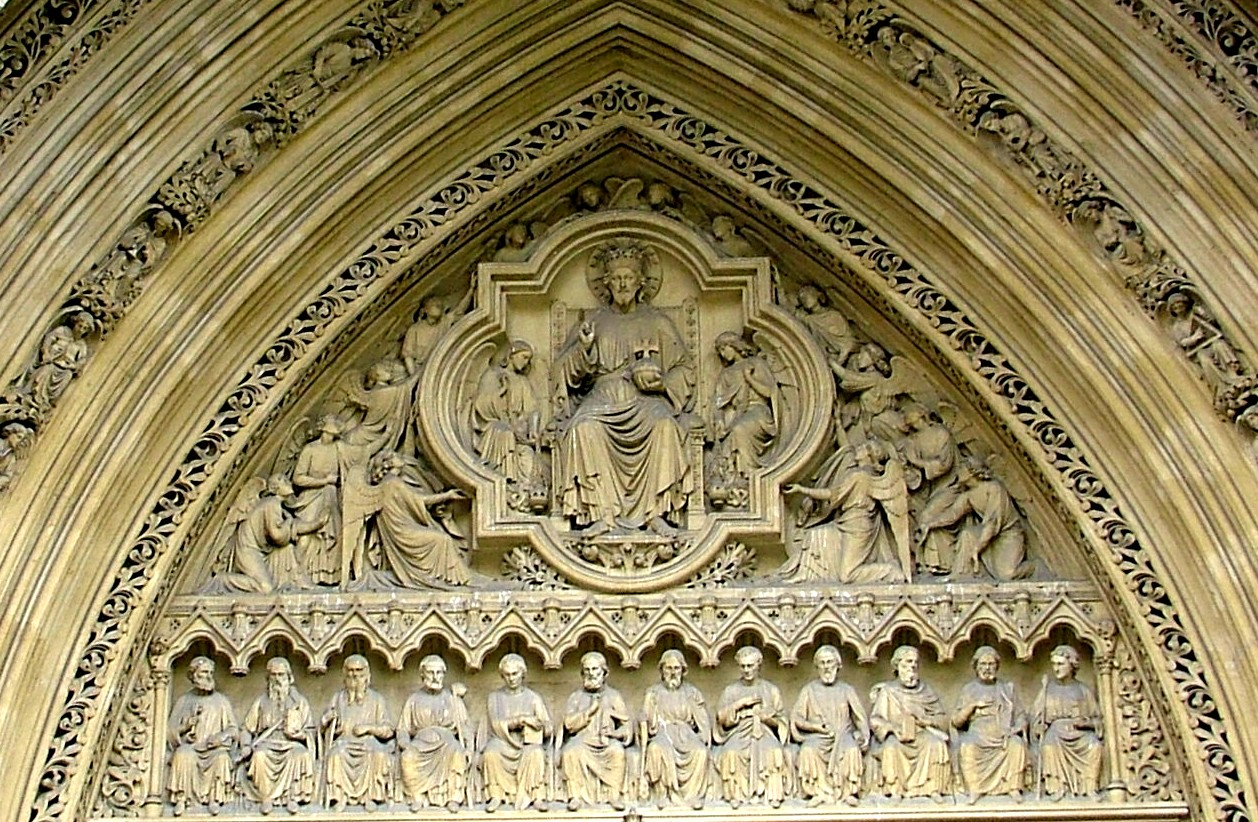
A Westminster-apátság nyugati kapujának boltíve

A gótikában különös jelentőséggel bír az építészet és társművészetek (szobrászat, festészet, bútorművészet) együttélése, egymás művészi- eszmei hatásának kiegészítése, illetve fokozása. De a kor folyamán fokozatosan önálló jelentőséget nyertek az építészettől független, önálló alkotások is, így a szobrok és festett táblaképek, fém- és ötvösművek, stb. is. A formanyelv továbbra is kötött, de az ábrázolás merevsége fokozatosan feloldódott. A szimbolikus ábrázolásmód helyett az eseményeket elbeszélő és az érzéseket kifejező, a természet megfigyeléseiről tanúskodó, valósághűbb művészet fejlődött ki.

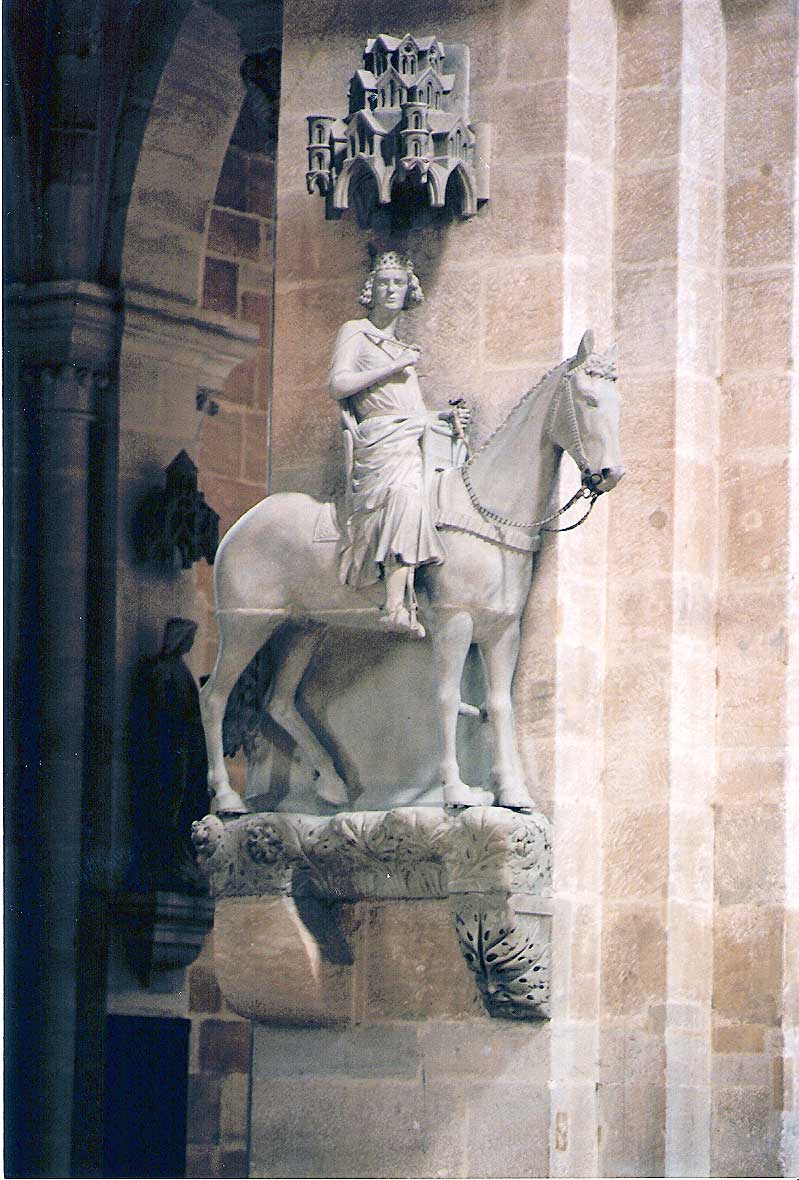
Lovag a bambergi katedrálisban

### Szobrászat
A szobrászatban az alakok teste S vonalban enyhén hajlik, ezért a szoboralakok könnyedek, kecsesek. A korábbi komor vallási eszmevilág eltűnt, a helyére szelíd tekintetű, jóságos, emberközeli szentek léptek. A világi tárgyú, földi személyeket ábrázoló alkotások jórészt a dómokban kaptak otthont. A királyok, nemesek szobrai hasonlítanak a faragott szentekhez, tartásuk méltóságos, arcuk néha mosolygós vagy áhítatos, és erősen egyénített. Ekkor születtek a középkor első lovasszobrai, az egyik ilyen jellegű híres alkotása a bambergi székesegyház lovasszobra, amely talán Szent István királyunkat ábrázolja.

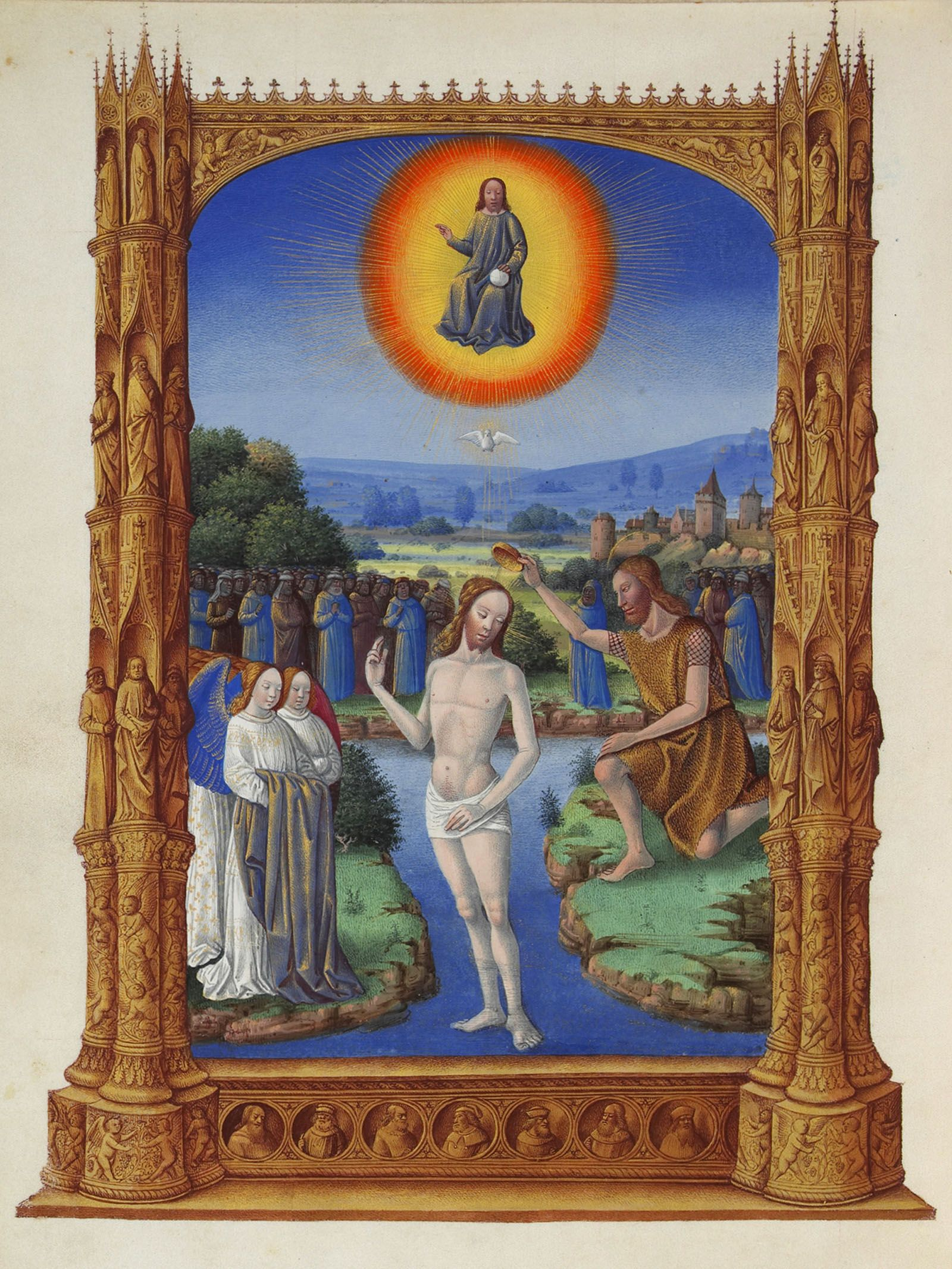
Limbourg testvérek: Részlet Berry herceg hóráskönyvéből: Krisztus megkeresztelkedése

### Festészet
A gótikus festészetben hasonló törekvések jelentkeztek, mint a szobrászatban. Az ábrázolás merevsége lassan oldódott. A semleges, rendszerint arany háttér előtt az eleinte erősen nyújtott alakok emberibbé váltak, jellemábrázolásra is van már példa. Körülöttük megjelentek a természeti környezet egyre hívebben ábrázolt elemei, épületek és városok ábrázolásai. Falfestmények, táblaképek és kódexillusztrációk, miniatúrák egyaránt nagy számban maradtak ránk.

#### Táblaképfestészet
A hatalmas üvegablakok miatt, főleg északon, a falfestmények kiszorultak a templomból, és divatba jött a táblaképfestészet. Az északi festészet gócpontja Németalföld lett, itt született meg a gótikus festészet remekműve, a Genti oltár, Hubert és Jan van Eyck alkotása. A színek élethű rögzítéséhez új eljárás, az olajfestés szükségeltetett, ezt először Jan van Eyck használta. A jómódú polgárok gondolkodásmódja teremtette meg a gótikus művészet realista vonulatát, amelyet a németalföldi mesterek terjesztettek el. Délen, Itáliában a gótikus festészet legnagyobb mestere, Giotto di Bondone freskóin összegezte a fejlődés eredményeit, és új utakra vezette a festészetet. Alkotásai megelőlegezték a korai reneszánsz stílust.

#### Könyvfestészet
A középkorban kialakult könyvművészet a gótikában tovább élt, de a művészek azon igyekeztek, hogy a táj, a színezés, az alakok minél jobban megközelítsék a valóságot. A szöveget kísérő ábrázolások egyre elevenebbek lettek, és ez nagy hatást gyakorolt a táblaképfestészetre. A gótikus könyvfestészet legjelentősebb alkotása Berry herceg hóráskönyve, a Limbourg testvérek műve.
Alkotások:
- St. Denis-i krónika

#### Üvegfestészet
A gótikus képzőművészet egyik jelentős ága volt az üvegfestészet. A gótikus templomépítészet törekvése – hogy a bevilágítást fokozza és ezért növelje az ablaknyílásokat – vezetett a műfaj virágzásához. A hatalmas ablaknyílásokat színes üvegelemekből, ólompálcákkal összefogott, mozaikszerűen összeállított, vallásos tárgyú nagy méretű képek, ill. dekoratív üvegfelületek zárják el. A sokszínű üvegen át beeső fény a belső térben különlegesen szép hatású.
A gótikus üvegfestészet kevés számú, világosan körvonalazott figurára korlátozódott. A kifejezőerőt a leegyszerűsített gesztusok biztosítják. (Saint-Denis Suger apát által megrendelt ablakai, a Notre-Dame székesegyház (Chartres) üvegfestményei)

### Aranyművesség
A gótikában az aranyművesség magas színvonalat képviselt. A legtöbb mű egyházi használatra készült. Sajnos a gótika idején készült kincsek az idők folyamán szétszóródtak vagy elrabolták őket.
Alkotások:
- Háromkirályok-ereklyetartó (készítője: Nicolas de Verdun) – Kölni dóm

### Faliszőnyegek
A faliszőnyegek a kor díszítőkedvéről, ízléséről és divatfelfogásáról nyújtanak képet.
Alkotások:
- Szent Katalin eljegyzése
- Hölgy egyszarvúval (gobelin)

## Magyarországon

### Egyéb művészet
A magyarországi gótikus szobrászat remeke a Kolozsvári testvérek Sárkányölő Szent György-szobra a prágai várban. Legjelentősebb fennmaradt gótikus táblaképünk a garamszentbenedeki oltár, Kolozsvári Tamás alkotása, az olasz gótikával rokonítható alkotás.

## A gótikus építészet emlékei
Franciaország
- Albi: székesegyház
- Amiens: székesegyház
- Avignon: a pápák palotája
- Blois várkastélya a Loire mentén
- Bourges: székesegyház
- Chartres: székesegyház
- Párizs: Notre-Dame székesegyház
- Párizs: Sainte-Chapelle
- Reims: székesegyház
- Saint-Denis-székesegyház
- Toulouse: Domonkos templom

Anglia
- Cambridge: a King's College kápolnája
- Canterburyi katedrális
- Gloucester: székesegyház
- Lichfield: székesegyház

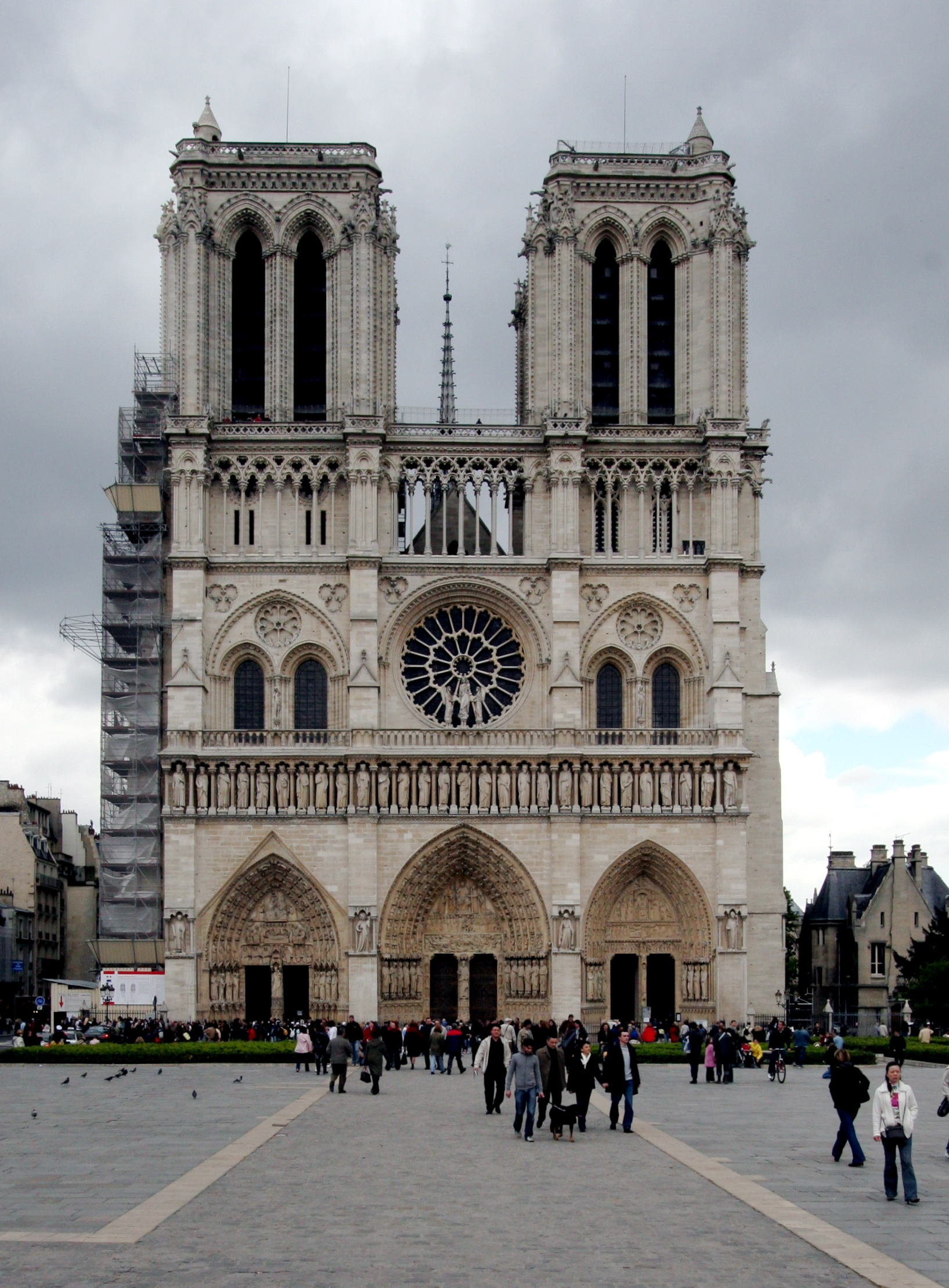
A párizsi Notre-Dame

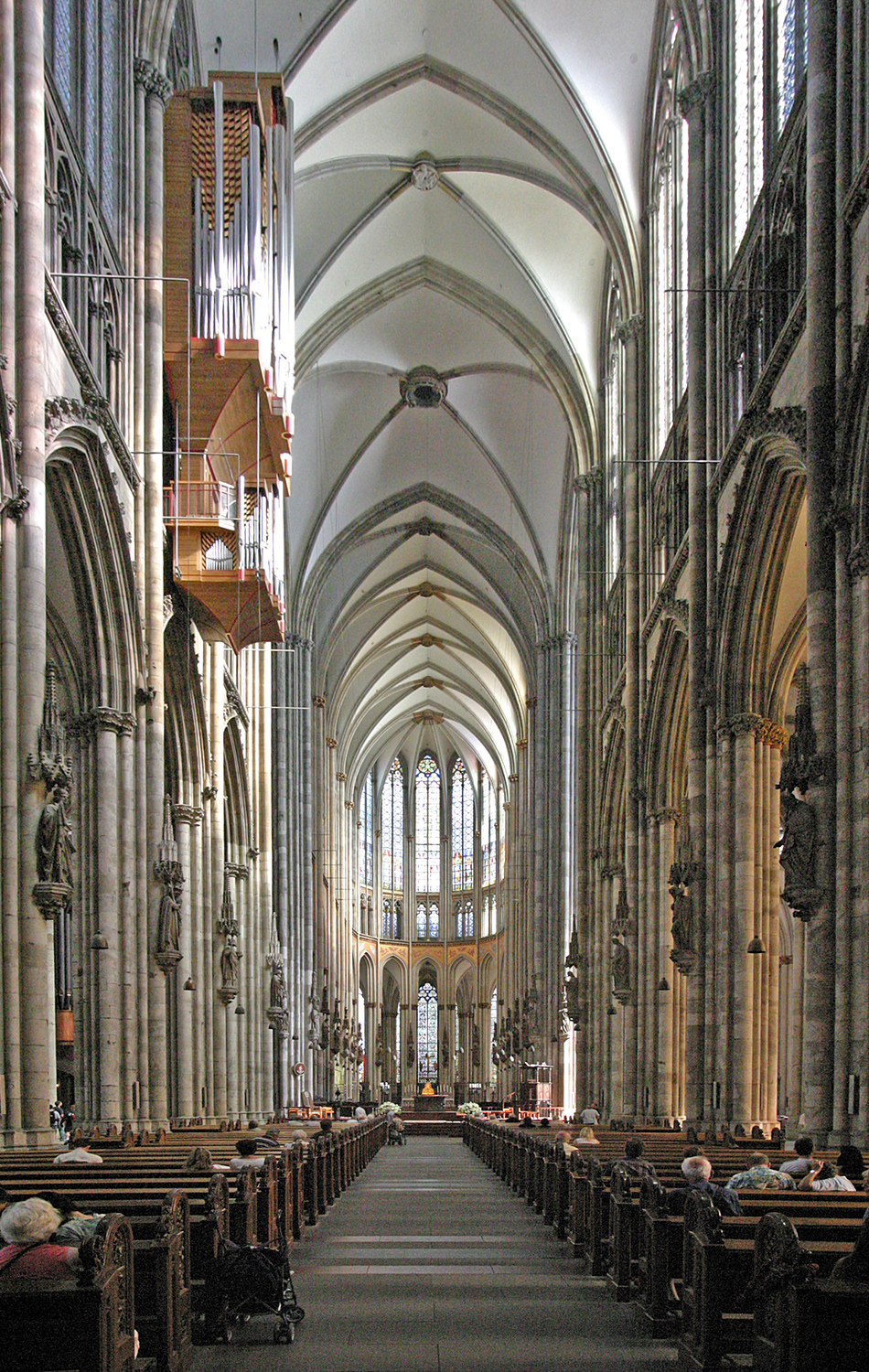
A kölni dóm

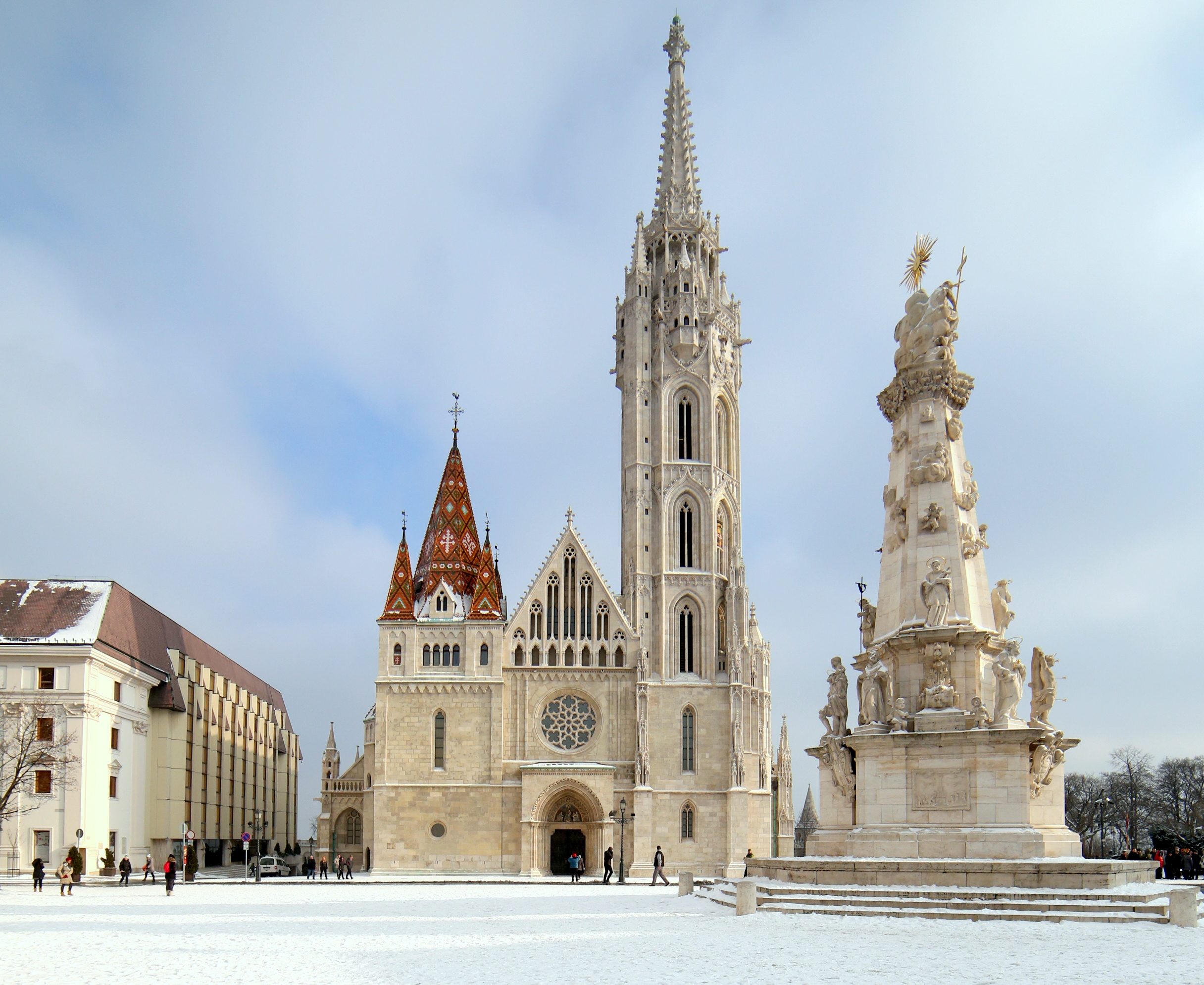
A budapesti Mátyás-templom

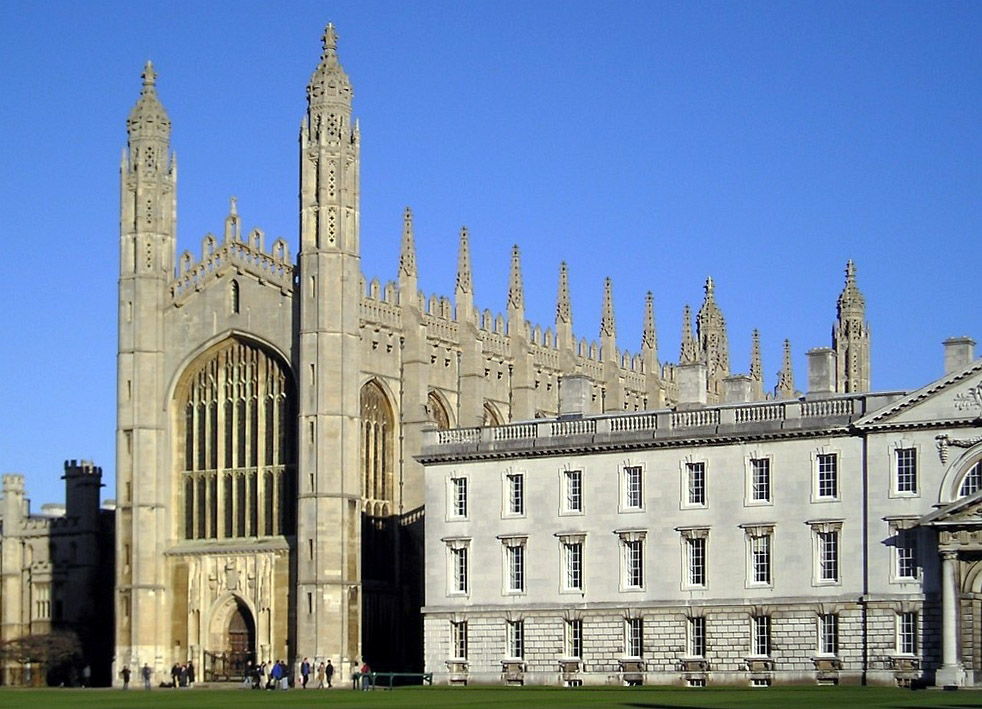
A King's College kápolnája Cambridge-ben

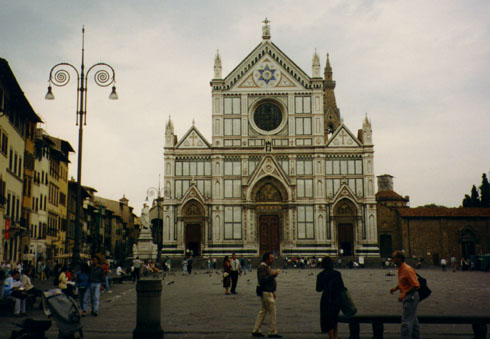
A firenzei Santa Croce

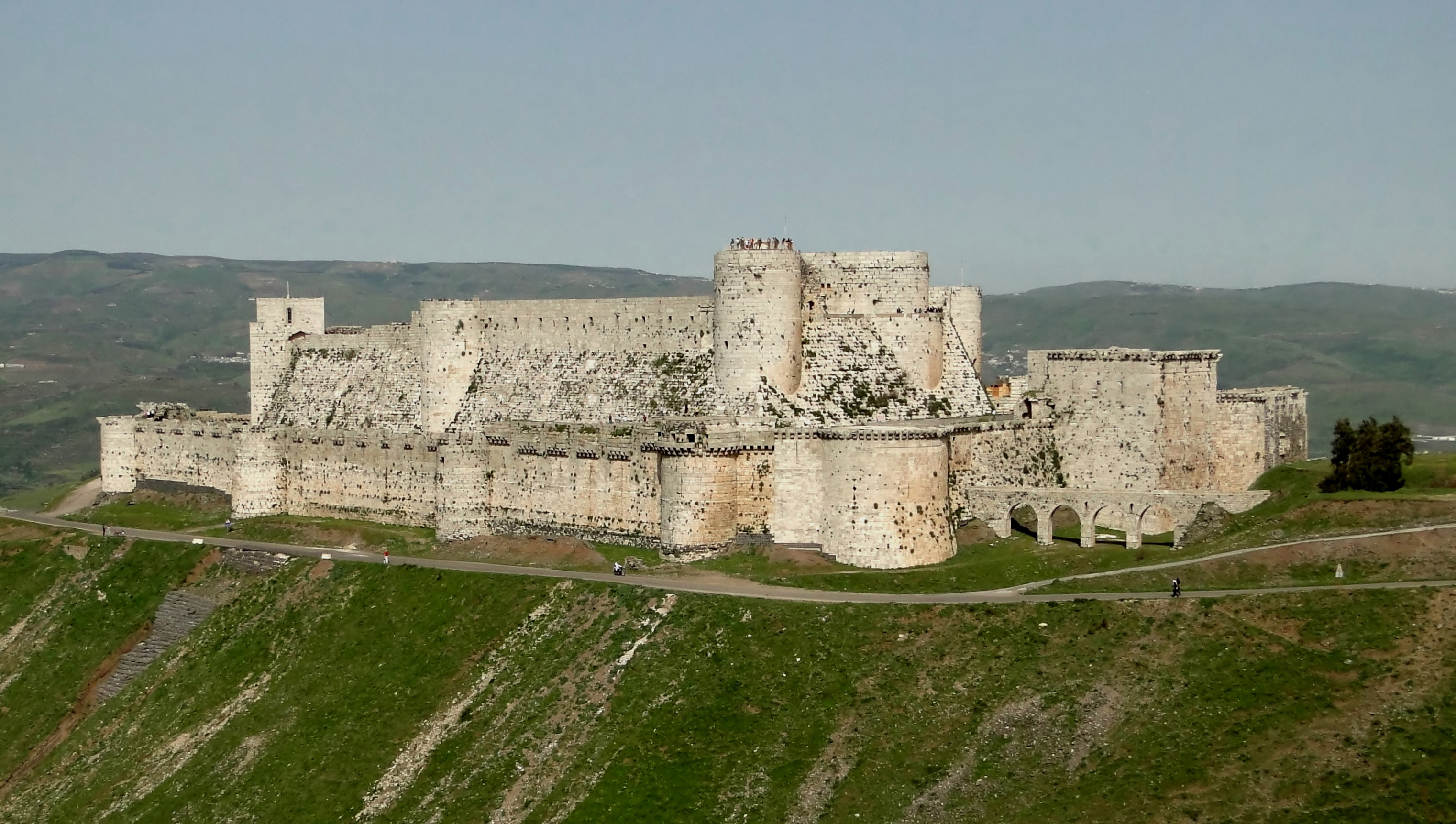
A Krak des Chevaliers Szíriában

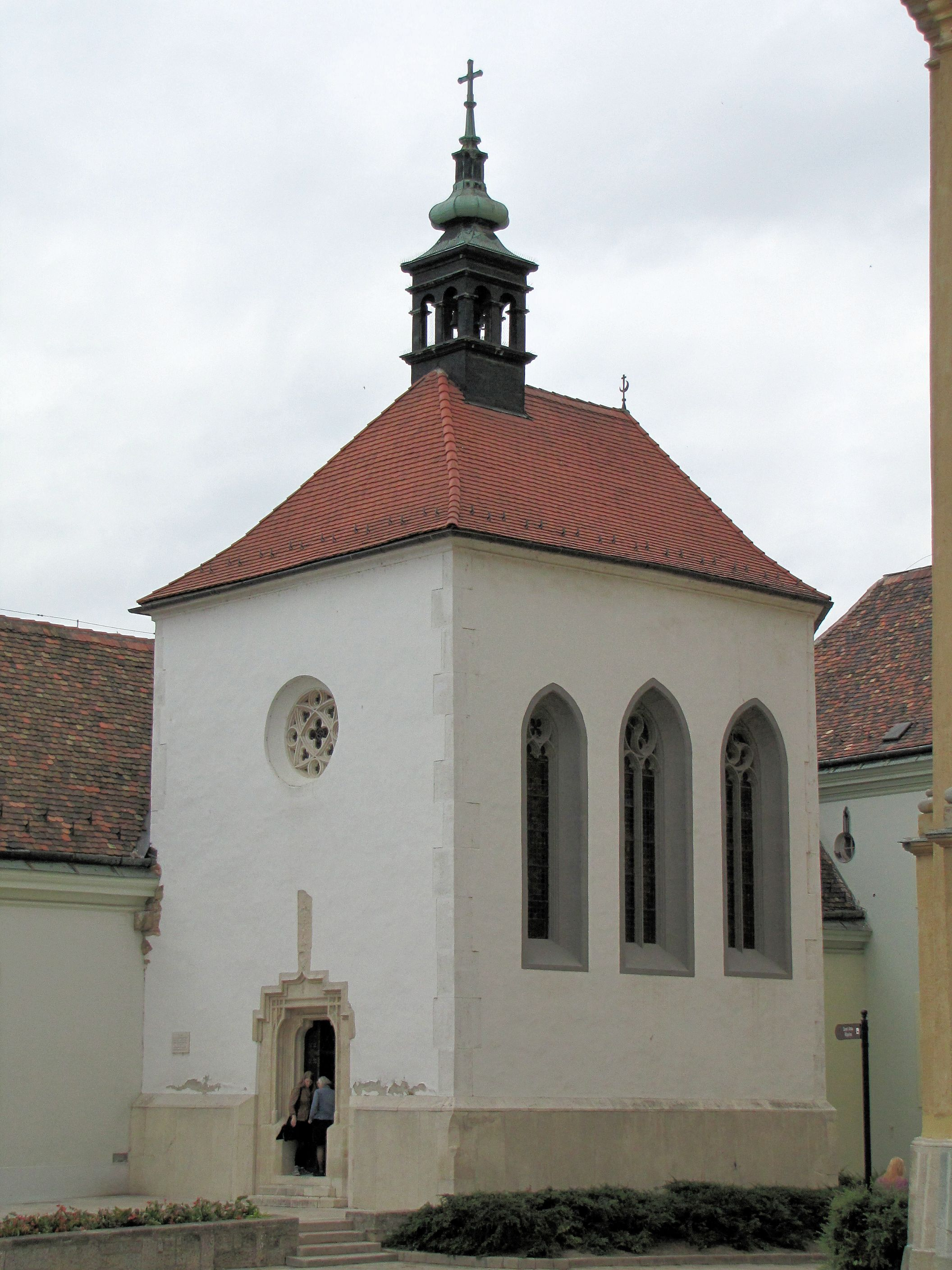
Szent Anna-kápolna, Székesfehérvár

- London: Westminster-apátság temploma, VII. Henrik kápolnája
- Salisbury: székesegyház
- Wells: székesegyház

Spanyolország
- Burgos: székesegyház
- Toledo: székesegyház

Itália
- Assisi: Assisi Szent Ferenc-bazilika
- Firenze: Santa Croce templom
- Firenze: Santa Maria del Fiore székesegyház (Dóm)
- Firenze: Santa Maria Novella-templom
- Firenze: Campanile
- Firenze: Palazzo Vecchio
- Firenze: Loggia dei Lanzi
- Milánói dóm
- Siena: Santa Maria Assunta-katedrális
- Velence: Palazzo Ducale (Dózse-palota)

Németország
- Annaberg: Szent Anna-templom
- Chorin: Ciszterci kolostortemplom
- Freiburg im Breisgau: ún. monostortemplom
- Köln: Székesegyház
- Lübeck: Mária-templom
- Marburg: Szent Erzsébet-templom
- Schwübisch-Gmünd: Plébániatemplom
- Regensburg: Szent Péter-katedrális

Ausztria
- Bécs: Szent István-templom (Stephansdom)

Csehország
- Kutná Hora: Szent Borbála-templom
- Prága: Szent Vitus-székesegyház
- Prága: Károly híd és tornyai
- Prága: A királyi vár Ulászló-terme

Lengyelország
- Krakkó: Mária-templom
- Krakkó: az egyetem épülete, a Collegium Maius
- Gdańsk: Szent Mária templom (Gdańsk)

Felvidék (Szlovákia)
- Garamszentbenedeki apátság temploma
- Kassa: Szent Erzsébet-dóm

Magyarország
- Budapest: Budavári Mátyás-templom
- Budapest: Középkori budavári királyi palota
- Budapest: Belvárosi plébániatemplom szentélye
- Miskolc: Diósgyőri vár
- Miskolc: Avasi templom
- Miskolc: Szentléleki pálos kolostor romjai
- Nógrádsáp: Plébániatemplom
- Nyírbátor: Mai református templom
- Siklós: a vár kápolnája
- Sopron: Egykori ferences templom
- Sopron: Szent Mihály-templom
- Szeged: Alsóvárosi ferences templom
- Székesfehérvár: Nagyboldogasszony-bazilika
- Székesfehérvár: Szent Anna-kápolna
- Visegrádi vár
- Visegrád: Királyi palota
- Gótikus lakóházak Budán, Sopronban, Kőszegen és Pécsett

Erdély
- Brassó: Fekete templom
- Kolozsvár: Szent Mihály-templom
- Kolozsvár: Farkas utcai református templom
- Marosvásárhely: Vártemplom
- Nagyszeben: Evangélikus székesegyház

Közel-Kelet
- Sebaste (Szamária): Székesegyház
- Tortosa: Székesegyház
- Krak des Chevaliers

Ciprus
- Nicosia: Székesegyház
- Famagusta: Székesegyház

Görögország
- Rodosz: Az Ispotályos Lovagrend nagymesterének egykori várkastélya

## Továbbélő hatása
A gótika késő fázisai országonként máshogy és máshogy jelentkeztek (lásd: késő középkori művészet. Abban egyeznek, hogy erős hagyományt alakítottak ki. A csúcsíves formák Ausztriában a 18. századig tovább éltek. Az angol barokk építészet mestere, Sir Cristopher Wren úgy vélekedett, hogy ahol azt az építészeti környezet megkívánja, ott csúcsíves formákból kell építkezni. Az angliai gótikus formák így szinte töretlenül továbbéltek a 19. századig.
A 18. sz. második felében jelentkező romantika mozgalma többek közt a gót formák újjáélesztésével kezdődött (→ neogótika). Erre egyik korai példa Horace Walpole kastélya. Az angol neogót építészet hamar kibontakozott, mert a nemzeti stílusnak a gótikust gondolták (Tower híd, londoni Houses of Parliament).